# Памятник Юрию Эрвье
Памятник Раулю-Юрию Георгиевичу Эрвье — первооткрывателю тюменской нефти — установлен в Центральном районе Тюмени.

## История
Памятник был заложен 14 апреля 2004 г. и открыт 14 апреля 2006 г. в канун дня рождения Юрия Эрвье перед зданием Главтюменьгеологии, который он возглавлял в 1960—1970-е гг.
Сам памятник из серебристо-серого материала представляет собой фигуру геолога Эрвье в экспедиционной одежде. Эрвье опирается на большой камень, который олицетворяет тюменские недра, пробурённые специальным долотом. Постамент памятника выполнен из чёрного гранита, который символизирует нефть. Высота памятника составляет 2,8 м. Валун, на который опирается скульптура, был привезён к зданию Главтюменьгеологии по указанию самого Юрия Эрвье. Надпись на валуне гласит:
Эрвье Юрию Георгиевичу. Благодарная Тюмень
Автором памятника выступил тюменский скульптор член Союза художников России Виктор Афанасьев — его работа была признана лучшей из четырёх представленных на конкурс работ претендентов. Архитектором памятника стал член Союза архитекторов и Союза художников РФ, заслуженный архитектор России Виктор Станкевский. На создание и установку памятника было потрачено 18,5 млн рублей. Тюменская область выделила из бюджета 11,5 млн руб., которые были израсходованы на благоустройство территории и подготовку площадки для памятника. Администрация Ямало-Ненецкого округа предоставила 4 млн рублей, Ханты-Мансийского округа — 1 млн рублей. Кроме того, установку памятника финансировали организации Ямбурггаздобыча, НОВАТЭК, «Лукойл — Западная Сибирь» и некоторые другие компании.